# Batalla de Winwaed
La batalla de Winwaed (gal·lès: Maes Gai; llatí Medieval: Strages Gai Campi) es va lliurar el 15 de novembre de 655 (o 654) entre els reis Penda de Mèrcia i Oswiu de Northúmbria, resultant en la derrota i mort de Penda.

## Història
L'enfrontament fou un dels més importants entre els primerencs regnes anglosaxons del nord i del sud de Gran Bretanya, però s'hi coneixen pocs detalls. Els dos exèrcits van topar en els bancs d'un riu anomenat el "Winwaed", però aquest riu mai ha estat identificat malgrat que possiblement fos un afluent del riu Humber.
Les arrels de la batalla es troben en el creixent poder de Penda dins d'Anglaterra després de diverses victòries militars sobre l'anteriorment dominant regne de Northúmbria. Aliat amb Cadwallon ap Cadfan del Regne de Gwynedd, va derrotar i va matar Edwin de Northúmbria a Hatfield el 633, i més tard també derrotava i matava Osvald de Northúmbria a la batalla de Maserfield el 642. Aquesta batalla va marcar la fí de la supremacia del regne de Northúmbria i en els anys que van seguir Penda es va centrar en la seva campanya contra Bernícia, arribant a assetjar Bamburgh.

## Batalla
Penda, després de reunir els seus aliats d'Ànglia de l'Est i Gal·les, va marxar cap al nord liderant una força de "trenta senyors de la guerra". Oswiu, germà d'Oswald i rei de Bernícia, la part del nord de Northúmbria, va ser assetjat per Penda en un lloc anomenat Urbs Iudeu i va prendre el fill d'Oswiu, Egfrid com a ostatge. Aparentment Oswiu es trobava prou desesperat com per oferir grans tresors a Penda a canvi de la pau. Segons Beda, l'oferta fou rebutjada per Penda, qui estava decidit a destruir Oswiu. Però la Historia Brittonum contradiu Beda, dient que Penda va acceptar i distribuir el tresor entre els seus aliats britànics. Si acceptem aquesta versió, els esdeveniments posteriors poden ser interpretats entenent que Penda i el seu exèrcit estaven de retorn a casa quan foren emboscats a prop del riu Winwaed. S'argumenta que Penda i el seu exèrcit haurien estat en una ubicació estratègica difícil de defensar durant la seva retirada, donant Oswiu una oportunitat d'atacar massa bona per deixar escapar.
És gairebé segur que el petit exèrcit d'Oswiu estigués inicialment en desavantatge numèric davant dels de Mèrcia, però Penda va patir les desercions dels seus aliats. Segons la Historia Brittonum, Cadafael ap Cynfeddw de Gwynedd el va abandonar i Beda diu que Aethelwald de Deira es va retirar de la batalla per esperar el resultat des d'un lloc segur. Penda fou totalment derrotat i tant ell com Ethelhere, rei d'Ànglia de l'Est, foren morts, juntament amb uns altres trenta duces regii. La batalla va ser lluitada en el fang dels bancs del riu després d'unes pluges molt pesades i Beda diu que "molts més van ser ofegats més que no pas destruïts per l'espasa". Beda esmenta que a Penda li tallaren el cap. En el segle xii, Henry de Huntingdon va expandir la versió de Beda per incloure una intervenció sobrenatural i remarcar que Penda, al morir violentament en el camp de batalla, patia el mateix destí que ell mateix havia infligit a altres durant el seu violent regnat.

## Fets posteriors
La batalla va ser determinant per establir les posicions de poder de Northúmbria i Mèrcia. Northúmbria recuperava el poder perdut després de la batalla de Maserfield i Mèrcia quedava derrotada i dividida, amb el nord quedant sota el poder d'Oswviu i el sud sota el poder del fill de Penda, Peada, un rei cristià casat amb una princesa de Bernícia i que seria assassinat el 656.
La batalla va marcar també la fí del paganisme anglosaxó. Penda havia continuat fidel al paganisme tradicional malgrat les conversions d'altres monarques anglosaxons. Però després de la seva mort, tots els reis que hi van governar (incloent els seus fills Peada, Wulfhere i Æthelred) foren cristians.